# 転がり抵抗
転がり抵抗（ころがりていこう、英: Rolling resistance）は、ボールやタイヤなどの球や円盤、円筒状の物が転がるときに、進行方向と逆向きに生じる抵抗力。転がり抗力（Rolling drag）ともいう。

## 概要
ある物体が地面や壁面などに支えられて転がる際、転がる物体とそれを支えている物体は変形と復元を連続的に繰り返す。この際、それぞれの物体の変形に伴う減衰や互いの変形量の違いは物体同士の接触面で摩擦を生じさせる。この摩擦は運動エネルギーを散逸させる。従って、転がり抵抗は転がる物体とそれを支えている物体の構造や材質、表面粗さ、物体間の垂直抗力に大きく依存する。
例えば、鉄球を鉄板の上で転がす場合と木板の上で転がす場合、転がり抵抗は木板の方が鉄板より大きくなる。別の例として、台車の上に異なる重さのおもりをそれぞれ載せて転がり抵抗を比較する場合、転がり抵抗が大きいのは台車の車輪の変形が大きくなる重いおもりのほうである。

## 転がり抵抗係数(RRC)
物体の材質や形状などの条件が同じならば、転がり抵抗の大きさは垂直抗力の大きさに比例する。転がり抵抗を異なる条件で比較する場合には比例係数を比較し、このときの比例係数を転がり抵抗係数(Rolling Resistance Coefficient, RRC)と呼ぶ。
荷重を W、転がり抵抗係数を{\displaystyle C_{rr}}とすれば、転がり抵抗 F は
{\displaystyle \ F=C_{rr}W}
である。例えば、1t(1000kg)の自動車が砂地を走り続けるためには約3000ニュートン (1000 kg × 9.8 m/s2 × 0.3 = 2940 N、300kg重)の力を必要とする。
転がり摩擦係数は、静止摩擦係数や動摩擦係数（すべり摩擦係数）よりも、はるかに小さい。例えば、鉄板上における鉄鋼の静止摩擦係数が0.3 - 0.5、すべり摩擦係数が0.2程度であるのに対し、鋼球の転がり摩擦係数は0.00002 - 0.0001程度にすぎない。主な車輪と路面における転がり抵抗係数の値を以下に示す。
| 車輪／路面の種類                       | 転がり抵抗係数{\displaystyle C_{rr}}（10-3） |
| -------------------------------------- | -------------------------------------------- |
| 鉄道車輪／レール                       | 0.2 - 1                                      |
| 自転車用タイヤ（内圧約8気圧、50km/h）  | 2.2 - 5                                      |
| ソーラーカー・エコマラソン用特製タイヤ | 2.5                                          |
| BMXタイヤ                              | 5.5                                          |
| 自動車用タイヤ／SAE J1269で計測        | 6.2 - 15                                     |
| 自動車用タイヤ／コンクリート舗装路     | 10 - 15                                      |
| 自動車用タイヤ／砂地                   | 300                                          |

## タイヤの転がり抵抗
2010年1月から日本自動車タイヤ協会（JATMA）による等級制度が導入されており、上述のRRCの値に基づいて「AAA」から「C」までの等級表示を行なっている。
自動車全体のエネルギー・ロスの構造は走行条件で大きく変化する。例えば、トラック・バス用タイヤの場合、モード走行ではタイヤの転がり抵抗が燃費に占める割合は2割程度であるが、80km/hの定地走行では、これが4割程度に達する。このため、高速走行主体の場合には、空気抵抗の低減とともに、転がり抵抗値の低減が燃費の向上に有意に寄与する
。
タイヤの転がり抵抗に影響を与える要因には次のようなものがある
。

### 変形によるエネルギー損失
タイヤの転がり抵抗は、タイヤを構成しているゴムが繰り返し変形する際に起きるエネルギー損失（ヒステリシス・ロス）が、転がり抵抗の9割程度を占める
。
ゴムは、弾性と粘性の両方の性質を持つ粘弾性体であり、特に粘性は変形時の運動エネルギーを熱エネルギーに換えて散逸させる性質が強い。タイヤは、部位によって、様々なゴムをはじめ、カーボンブラック等の充填材、有機繊維等の補強材料を組み合わせて構成されており、走行中のひずみも部位によって異なる。このため、各部位のひずみエネルギーとヒステリシス・ロスを解析して、安全性、耐久性、低燃費を追求する取り組みが行われてきた。例えば、1990年代以降には、ヒステリシス・ロスが全転がり抵抗の半分以上を占めているトレッド部について、カーボンブラックの一部を高比率でシリカと代替することによりロスを低減し、他の機能を犠牲にすることなく転がり抵抗を低減させるようになった。
タイヤの変形の大きさは空気圧にも大きく依存し、タイヤの空気圧が低いと転がり抵抗が大きくなり、燃費を悪化させることになる。極端に空気圧が低い場合は、変形によって発生した熱エネルギーがサイドウォール部の過度の温度上昇をもたらし、タイヤの寿命をも短くする。
タイヤで発生する熱は転がり抵抗を低減させる。これは、-10℃より上では、ゴムのエネルギー損失係数が温度の上昇と負の相関を示すため、温度が上昇するほどヒステリシス・ロスが低減するからである。タイヤの種類によるが、温度が10℃上昇すると転がり抵抗を5 - 10%低減させるといわれている。
全転がり抵抗の半分以上を占めているトレッドの厚さは、転がり抵抗と大きな関係があり、トレッドが厚いほど転がり抵抗が高くなる。したがって、耐久性や安全性を別にすれば、自動車はタイヤが擦り減るのに応じて燃費が向上し、トレッドがすり切れた時点で最高の燃費を得ることになる。また、経時変化によってゴムの損失係数が小さくなるが、このことは転がり抵抗軽減による燃費向上に寄与する一方、トレッド面のしなやかさの低下により偏摩耗が促進される。
弾性体物質の転がり抵抗は速度の影響をあまり受けないが、粘弾性体であるゴムのエネルギー損失係数は数100Hzで最大になるような周波数特性を持つため、その転がり抵抗は速度と共に斬増し、臨界速度を超えると急速に増加する。これは、スタンディング・ウェーブ現象によるひずみエネルギーの急増によるものであり、この臨界速度は主としてタイヤ構造（タイヤの速度記号に反映）や空気圧の高低によって決まる。

### 摩擦によるエネルギー損失
全体に比べるとわずかではあるが、路面の表面状態にも影響を受ける。例えば同じアスファルト舗装であっても、表面が滑らかで摩擦が小さい状態と敷設したばかりで摩擦が大きい場合とでは転がり抵抗に差異が生じる。したがって、タイヤの転がり抵抗測定機は国際規格(ISO28580)によって規定され、タイヤに接するドラムについても定めている。

### 空気抵抗
物体が空気中で回転するとき、その表面には境界層効果により物体表面の速度の二乗に比例する空気抵抗を受ける。一般に、空気抵抗は転がり抵抗とは異なる現象として扱われるが、実世界の真空中で空気入りタイヤを回転させることは不可能であることから、空気抵抗は転がり抵抗の寄生損失として常に存在する。転がり抵抗の測定を定める国際規格では空気抵抗を除外した測定を規定している。自転車競技は車輪の回転で生じる空気抵抗、特にスポークが発生する乱流による抵抗の影響を強く受けるので、回転質量があまり操舵に影響を与えない後輪にはカバーをつけたりディスクホイールを使用して抵抗を減らす工夫がなされている。